# Glenties
Glenties (Na Gleannta in gaelico irlandese, che significa semplicemente "i glen") è un piccolo villaggio del Donegal, Irlanda. 
Il toponimo deriva direttamente dalla posizione dell'abitato, situato all'ingresso di due glen che si incontrano a nord-ovest della catena dei Monti Bluestack, nei pressi della confluenza dei due fiumi che li percorrono, nella zona costiera occidentale della contea di appartenenza.
Glenties è l'abitato più popolato della parrocchia di Iniskeel, con una popolazione attuale di 869 abitanti. Ciononostante è formato essenzialmente da una sola strada, un tratto della N56, con accanto due file di case, se si esclude qualche piccolo viottolo privato o comunque senza uscita.
Glenties è considerata la tidiest town d'Irlanda, in altri termini il villaggio più grazioso e curato. Questo perché ha vinto la Irish Tidy Towns Competition, una competizione che premia i centri irlandesi più curati e puliti, ben cinque volte: 1958, 1959, 1960, 1962 e 1995, ottenendo comunque numerosi piazzamenti sul podio in altri anni. Ha ottenuto una medaglia d'argento inoltre alla competizione europea Entente Florale svoltasi a Győr, Ungheria, nel 2005.

## Storia

### Preistoria
L'area di Glenties è abitata dall'uomo sin dall'era preistorica, come testimoniano molti siti archeologici composti da vari dolmen, tombe e forti circolari tutti appartenenti all'Età del Bronzo. 

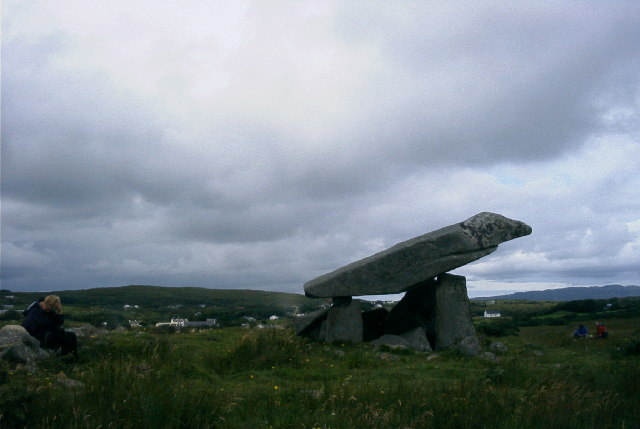
Il Kilclooney Dolmen a pochi chilometri da Glenties

 Oltre ai vari dolmen della zona panoramica di Loughros, va segnalato un dolmen molto ben conservato, il Kilclooney Dolmen, nei pressi di Portnoo sulla verso Ardara., uno dei più larghi in Irlanda.

### Dal Medio Evo al XIX secolo
L'area entrò a far parte delle baronie di Boylagh e Bannagh nel 1609, totalmente assegnata ai coloni scozzesi durante la Plantation of Ulster.
Divenne successivamente una gettonata meta di sosta nella strada tra Ballybofey e Killybegs, fattore da cui dipendeva il principale sostentamento economico del villaggio e della sua popolazione. L'abitato come lo conosciamo oggi fu costruito soltanto nel anni 1820 per rendere il villaggio una sorta di dimora estiva del Marchese di Conyngham a causa delle vaste tenute circostanti ricche di selvaggina da cacciare e per le possibilità di pesca. I principali edifici civili, come il tribunale ed il mercato, vennero costruito nel 1843 mentre l'edificio della Bank of Ireland nel 1880.

### Grande Carestia

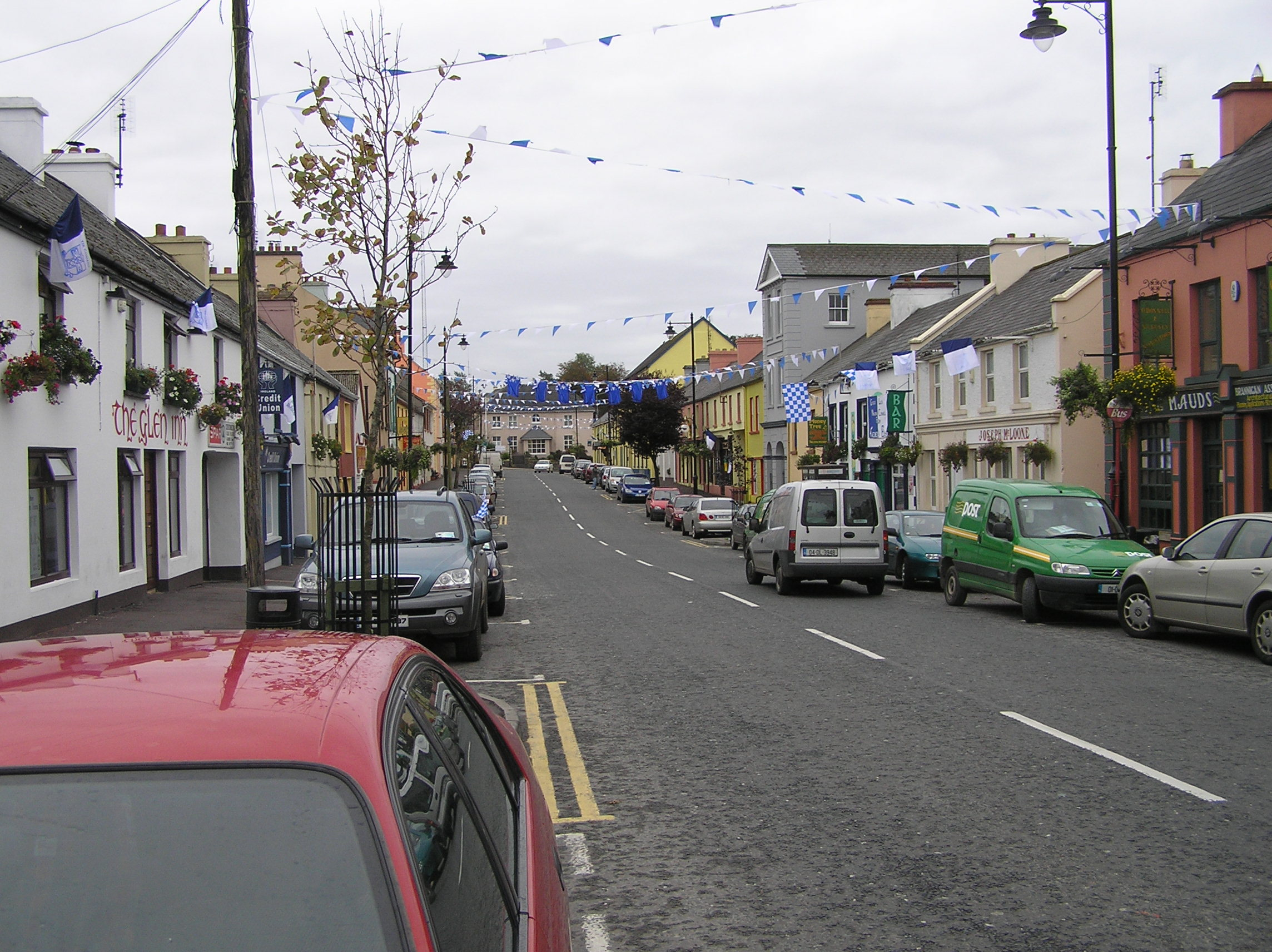
La Main Street di Glenties

Così come per il resto della propria contea, che perse fra morti ed emigranti circa 40.000 persone tra il 1841 ed il 1851, anche Glenties fu colpita dalla Grande carestia irlandese. Una workhouse venne costruita sul luogo dov'è ora situata la Comprehensive School nel 1846, servendo tutta la più vasta area di Inniskeel. Un ospedale da 40 letti per i malati e i moribondi fu aggiunto poco dopo. Il signore locale, il Marchese di Conyngham, decise di dimezzare la popolazione del villaggio nel 1847, costretto dai costi crescenti della workhouse. Soltanto colore che fossero stati in grado di mostrare titoli di proprietà delle loro terre o contratti di affitto potevano rimanere. Gli altri furono costretti a salpare verso l'America o ad entrare nella workhouse di Glenties.

### XX secolo
La prima metà del secolo scorso fu contraddistinta dall'arrivo della ferrovia, completata nel 1895 e proveniente da Ballybofey. Nel 1903 fu creata la prima fornitura di acqua pubblica, sostituita poi nel 1925 dall'attuale che si rifornisce dal Lough Anna. Nel 1932 fu generata per la prima volta l'elettricità nell'abitato, che tuttavia raggiunse le zone rurali soltanto negli anni 1950.
Le caserme della R.I.C. di Glenties furono attaccate numerose volte durante la Guerra d'indipendenza irlandese negli anni 1920 e 1921. Il 29 giugno 1921 un gruppo di Black and Tans si trovarono in un'imboscata mentre procedevano verso Ardara nella zona di Kilraine col risultato che molti persero la vita, compreso un Agente Devine.
Due soldati dello Stato Libero d'Irlanda furono invece uccisi a Lacklea nel 1922 dall'IRA durante la Guerra civile irlandese.
Nel gennaio del 1944 un Sunderland Mark III della RAF si schiantò nell'area di Croaghs sulle Bluestack Mountains, poco fuori Glenties, uccidendo sette dei dodici membri dell'equipaggio.
Nell'aprile 2006, l'informatore IRA Denis Donaldson è stato assassinato dalla Real IRA in un remoto cottage vicino Derryloaghan, 8 km da Glenties.

## Monumenti e luoghi d'interesse

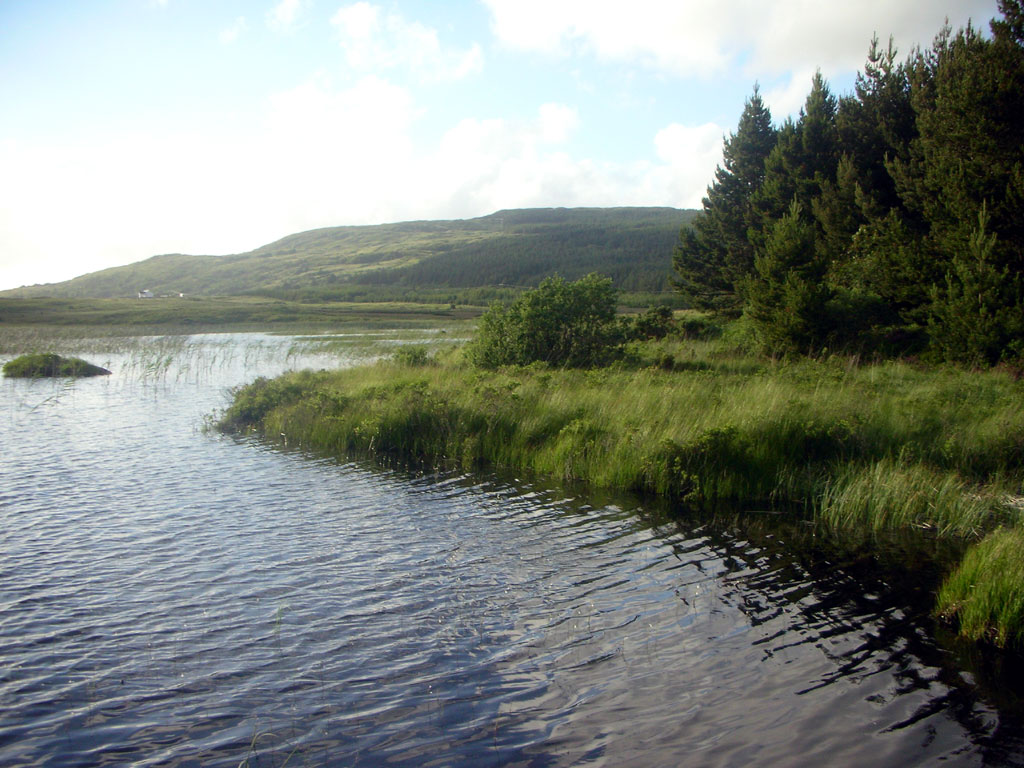
Aree circostanti a Glenties, apprezzate per pesca ed escursioni

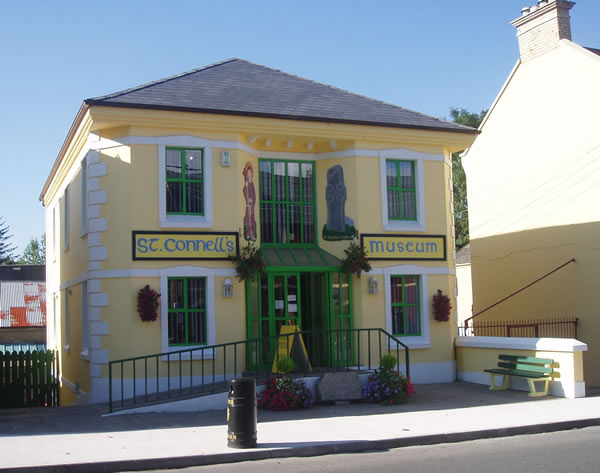
St. Connell's Museum

Oltre alla posizione dell'abitato, situato a ridosso di due suggestivi glen e alla confluenza di due fiumi molto apprezzati per la pesca, l'Owenea e lo Stranaglough, Glenties annovera anche luoghi d'interesse nell'abitato e nelle zone circostanti.
L'edificio che più colpisce i visitatori di Glenties è l'inusuale chiesa, la St Connell's, che fu costruita nel 1974 per rimpiazzare la vecchia chiesa. L'edificio ha un bizzarro tetto piatto che spiove ad angolo direttamente sul terreno. La campana originaria della vecchia chiesa è stata installata nella nuova costruzione e tutt'oggi viene suonata nel campanile. St. Connell è anche il patrono della parrocchia. Liam McCormack, architetto della chiesa, ha vinto per questo design eccentrico il premio europeo del 1974.
Il villaggio è molto importante e rinomato a livello turistico nonostante le sue dimensioni ed ospita un hotel (The Highlands) ed un numero discreto di pub piuttosto affollati così come il night club 'Limelight' ben conosciuto a livello locale, costituendo uno dei ritrovi più gettonati della contea. Ci sono inoltre tantissime case vacanze sia dentro che soprattutto fuori dall'abitato, prese d'assalto soprattutto l'estate da turisti e visitatori soprattutto per la bellezza dei paesaggi circostanti.
Nell'abitato è presente inoltre una statua in memoreia del 'Poeta Navigatore', Patrick MacGill, nato proprio a Glenties, situata sul ponte sul fiume al centro del villaggio.
Il St. Connell's Museum and Heritage Center ha una discreta collezioni di artefatti sulla storia locale, tra i quali della Carestia. Il museo prende il nome da St. Connell Caol, che fondò un insediamento monastico sulla Inishkeel Island nel VI secolo. Nel museo c'è inoltre una mostra sul cardinale Patrick O'Donnell, oggetti derivati dalle riprese di Ballando a Lughnasa ed una esposizione piuttosto ampia sulla County Donegal Railways Joint Committee. È presente inoltre una sala lettura con una buona collezione di archivi locali.

## Sport
Il club locale affiliato alla Gaelic Athletic Association (GAA), il Naomh Conaill (che significa St. Connell), raggruppa squadre di ogni età e si occupa prevalentemente di calcio gaelico. È uno dei club con più tradizione e più radicati della contea, specialmente per quel che riguarda il calcio gaelico.

## Cultura

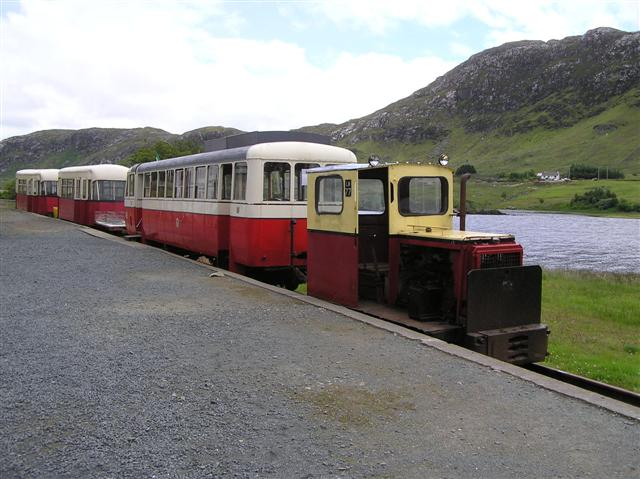
La suggestiva Fintown Railway

Glenties è stato il villaggio che ha ispirato la controparte fittizia di Ballybeg, ambientazione di numerose opere di Brian Friel. Il suo romanzo Ballando a Lughnasa, divenuto un film interpretato da Meryl Streep nel 1994, era ad esempio ambientato a Ballybeg.
Tra Glenties e il piccolo villaggio di Fintown è ancora operativa, prettamente a scopo turistico, un tratto dell'antica ferrovia a binario ristretto chiusa ufficialmente dalla County Donegal Railways Joint Commitee. Il tratto faceva parte della più ampia linea ferroviaria tra Glenties e Stranorlar: aperto il 3 giugno 1895, venne definitivamente dismesso il 15 dicembre 1947 perché non più economicamente redditizia. Il tratto oggi aperto, l'unico in tutto il Donegal, percorre circa cinque chilometri da una stazione all'altra in maniera circolare in un paesaggio molto suggestivo sul Lough Finn. Paradossalmente fu il primo ad essere chiuso negli anni '40.
Glenties confina con un'ampia gaeltacht che la circonda totalmente. È impossibile accedere sia a Glenties che Portnoo e Narin senza oltrepassare zone in cui si parli gaelico come prima lingua ed anzi si può tranquillamente dire che l'area in cui l'inglese, peraltro non di molto, è lingua più diffusa è molto più ristretta rispetto alle zone circostanti dove il gaelico è prima lingua. L'importanza di questa gaeltacht, di cui già ad esempio la vicina Fintown fa parte, è notevole poiché è la più vasta d'Irlanda.

## Infrastrutture e trasporti
Oltre alla già citata Fintown Railway che tuttavia è utilizzata solo a scopo turistico, Glenties non ha altri collegamenti se non stradali su gomma. È attraversata di netto dalla N56 (che costituisce di fatto il tracciato per intero della Main Street del villaggio), importante arteria di tutto il Donegal occidentale per quanto spesso molto stretta.
Oltre al trasporto privato, la Bus Éireann, gestita dalla McGeehan's Coaches, fornisce tratte per Letterkenny, Ballybofey, Dungloe, Ardara, Killybegs e Donegal Town.